# Filip Mrzljak
Filip Mrzljak (sinh ngày 16 tháng 4 năm 1993) là một cầu thủ bóng đá người Croatia thi đấu cho câu lạc bộ România Astra Giurgiu ở vị trí hậu vệ hoặc tiền vệ phòng ngự.